# لينا تفاحة

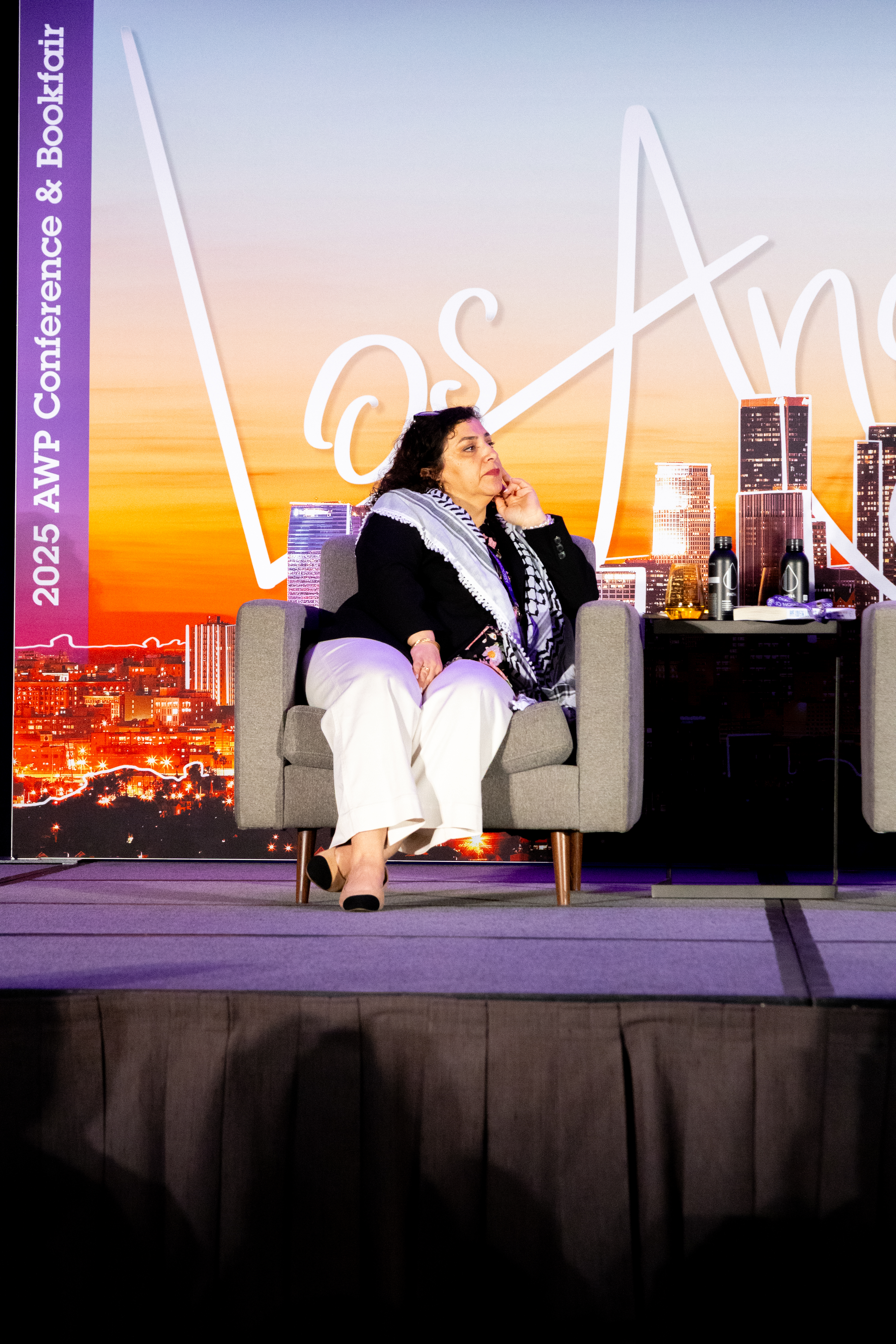
لينا تفاحة

لينا تفاحة هي كاتبة وشاعرة فلسطينية، تعيش في أمريكا. ولدت في سياتل الواقعة بواشنطن، وتقيم حالياً في الولايات المتحدة.هي المؤسس المشارك لمعهد فهم الشرق الأوسط. نُشرت أعمالها في عدة مجلات أدبية مرموقة، وحققت شهرة في الساحة الأمريكية من خلال أعمالها .

## االحياة العلمية والعملية
حصلت على درجة البكالوريوس في الأدب المقارن من جامعة واشنطن، كما حصلت على درجة الماجستير في الكتابة الإبداعية من جامعة باسيفيك لوثران. تعمل لينا كمتحدثة بإسم فرع سياتل للجنة مكافحة التمييز الأمريكية العربية. لها العديد من الكتب الأدبية مثل، كتاب الماء والملح، ومجموعة شيء ما عن الحياة.

## الجوائز
حازت لينا على عدة جوائز أدبية، من بينها:
- جائزة تو سيلفياس برس لعام 2016 كتاب العرب في نيوزلاند
- جائزة واشنطن لرسائل الكتاب لعام 2018
- حصلت على زمالة مؤسسة Open Books
- جائزة أكرون لشعر لعام 2022
- جائزة Firecracker لعام 2024
- وصول مجموعتها Something About Living إلى المرحلة النهائية لجائزة الكتاب الوطني الأمريكي للشعر لعام 2024